# 马朗 (杜省)
马朗（法語：Malans，法語發音：[malɑ̃]）是法国杜省的一个市镇，属于贝桑松区。

## 地理
马朗（47°2'52"N, 6°1'51"E）面积10.49 平方千米，位于法国勃艮第-弗朗什-孔泰大區杜省，该省份为法国东部内陆省份，北起上索恩省，西接汝拉省，东部及东南部与瑞士接壤，东北部与贝尔福地区省接壤。
与马朗接壤的市镇（或旧市镇、城区）包括：阿蒙当。

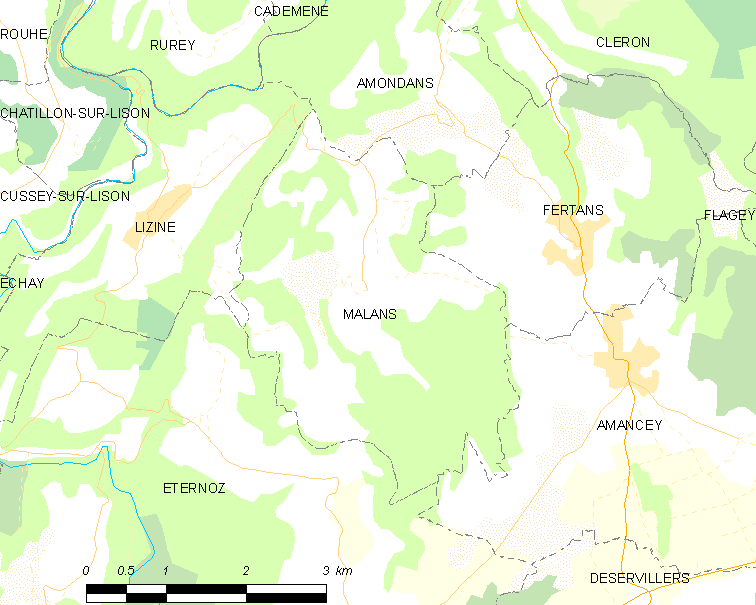
的OSM定位图

马朗的时区为UTC+01:00、UTC+02:00（夏令时）。

## 行政
马朗的邮政编码为25330，INSEE市镇编码为25359。

## 政治
马朗所属的省级选区为奥尔南县。

## 人口

1962-2008年间人口变化图示

马朗于2022年1月1日时的人口数量为151人。